# گمینا نارول
گمینا نارول (به لهستانی:  Gmina Narol) یک گمینا در لهستان است که در شهرستان لوباچوف واقع شده‌است. گمینا نارول ۲۰۳٫۵۸ کیلومتر مربع مساحت و ۸٬۳۰۱ نفر جمعیت دارد.